# William B. Davis
William Bruce Davis (Toronto, 13 de janeiro de 1938) é um ator e diretor canadense, mais conhecido por interpretar o Homem Fumante na série de televisão The X-Files. Além de aparecer em vários programas de televisão e filmes, Davis fundou sua própria escola de atuação, a William Davis Centre for Actors Study. Em sua vida pessoal, ele pratica esqui aquático, trabalha na Sociedade Canadense do Câncer e apresenta palestras sobre ceticismo. Em 2011, Davis publicou suas memórias, Where There’s Smoke .... The Musings of a Cigarette Smoking Man.

## Início de vida
Davis nasceu em Toronto, Ontário, filho de pai advogado e mãe psicóloga. Ele começou a atuar em 1949, ainda criança, em dramatizações no rádio e teatro. Seus primos Murray e Donald Davis eram donos da The Straw Hat Players no final da década de 1940 e início da de 1950, e ensaiavam no porão da casa de Davis. Quando precisaram de um menino, eles deram a William seu primeiro papel profissional. Ele acabou tendo uma carreira como ator mirim na rádio da Canadian Broadcasting Corporation antes de sua voz mudar. Em 1955 ele entrou na Universidade de Toronto para estudar filosofia, porém acabou perseguindo uma carreira como ator junto com Donald Sutherland. Em 1959, ele formou-se com um bacharelado em filosofia. Enquanto estudava ele focou sua atenção na direção, e seu amigo Karl Jaffary tomou conta da The Straw Hat Players por quatro anos.

## Carreira
Em 1960, Davis foi para a Inglaterra para treinar na London Academy of Music and Dramatic Art. Ele trabalhou no Reino Unido nos cinco anos seguintes, dirigindo peças em teatros de repertório e atuando em escolas. Ele foi diretor artístico da Dundee Repertory Theatre. Seu último trabalho no Reino Unido foi de assistente de direção do Royal National Theatre sob Laurence Olivier, trabalhando com atores como Albert Finney, Maggie Smith e Derek Jacobi. Ele voltou para o Canadá em 1965 para trabalhar no National Theatre School of Canada e logo, aos 28 anos de idade, ele foi nomeado diretor artístico da Seção Inglesa de Atuação. Durante esse período ele também foi um diretor independente em vários teatros canadenses. Em 1971, ele juntou-se ao recém formado Departamento de Drama da Universidade Bishop em Lennoxville, Quebec. Lá, Davis tornou-se o diretor artístico fundador do Festival de Lennoxville, um festival de teatro profissional durante o verão.
Davis voltou para Toronto no início da década de 1970 e passou vários anos como diretor de rádio na equipe do Humber College. Precisando de um diretor de atuação nesse período, ele voltou a atuar após quase vinte anos. Davis conseguiu vários papéis no teatro e cinema antes de tornar-se diretor artístico da Vancouver Playhouse Acting School, que forçou a mudança de sua esposa e família. Ele escreveu em suas memórias, "Assim, no outono de 1985, engatamos nosso barco de segunda mão no nosso carro de segunda mão e viajamos pelo país".
Apesar de ter ficado pouco tempo na Vancouver Playhouse, ele permaneceu na cidade de Vancouver e fundou sua própria escola de atuação, a William Davis Centre for Actors Study, local de treinamento para várias futuras estrelas como Lucy Lawless. Os papéis ficaram cada vez mais frequentes até Davis conseguir o icônico papel do Homem Fumante na série de televisão The X-Files, onde ele fez aparições frequentes nos nove anos seguintes. Além de The X-Files, ele atuou em séries como Stargate SG-1 e Smallville e foi o apresentador de telefilmes e outros projetos. De tempos em tempos ele compare a convenções de fãs dando autógrafos e assinando cópias de suas memórias.
Mais recentemente, Davis voltou a direção. Ele escreveu e dirigiu três curta-metragens e co-escreveu e dirigiu vários episódios da série 49th & Main. Em 2011, ele dirigiu duas peças para a The United Players of Vancouver: Waste, de Harley Granville-Barker; e Hay Fever, de Noël Coward.

## Vida pessoal
Apesar de ser conhecido por seu personagem fumante, Davis parou de fumar na década de 1970; quando The X-Files começou, ele pode escolher entre cigarros de erva ou de tabaco. Inicialmente ele escolheu o de tabaco, mas depois passou a usar o de erva com medo de ficar viciado novamente. Davis usou sua notoriedade no programa para ajudar a Sociedade Canadense do Câncer e seus programas contra o fumo.
Ele também é um antigo campeão de esqui aquático e por um tempo deteve  vários recordes em  divisões da terceira idade. Em uma conversa com Brendan Beiser, Davis afirmou deter o recorde de manobras em sua categoria, e até recentemente "Eu detinha o recorde de slalom até algum jovem pretensioso de 65 anos de Ontário ter tirado o recorde de mim no ano passado".

## Ceticismo

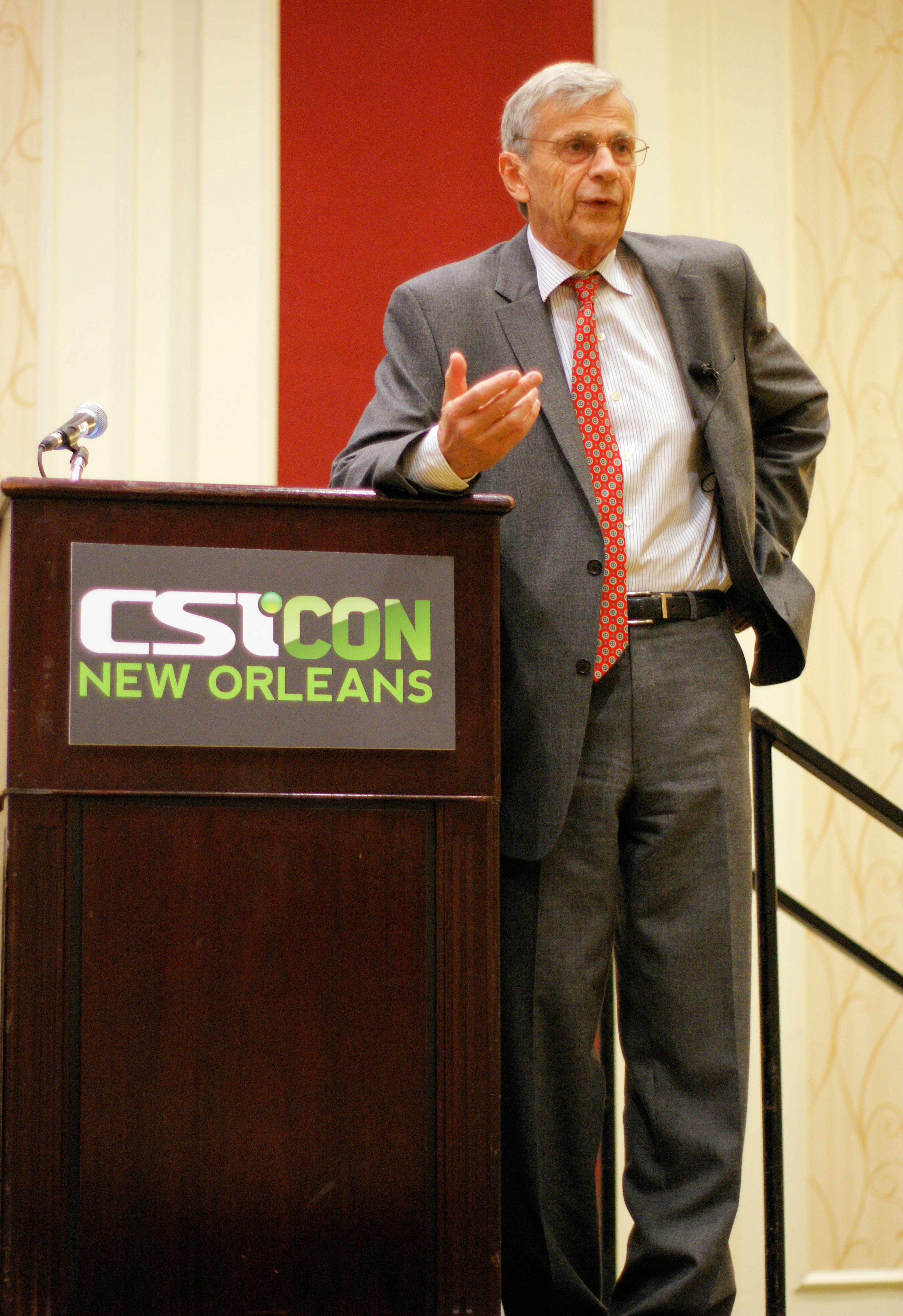
Davis participando do painel "Ceticismo e a Mídia" da CSICON em Nova Orleãs, 2011.

Enquanto atuava em The X-Files, os fãs constantemente confrontavam Davis sobre sua descrença no paranormal e alienígenas. Davis credita Barry Beyerstein da Comitê para a Investigação Cética (CSI) por apresentá-lo a comunidade cética. O ator envolveu-se cada vez mais com o movimento cético e começou a dar palestras como um porta voz em universidades pela América do Norte e em convenções.
Ao ser perguntado sobre sua crença no paranormal na London Film and Comic Con de 2010, Davis respondeu, "A responsabilidade cai sobre você para provar o extraordinário ... Eu fiz muitas pesquisas e vi para onde muitos desse argumentos estavam indo".
Entrevistado por Jacob Fortin sobre a culpa de ser um cético em um programa que Richard Dawkins fez campanha contra, Davis respondeu que inicialmente teve algum receio até perceber que Dawkings "não tinha nenhuma evidência e nunca apresentou alguma" prova que a série encorajava as pessoas a pensar acriticamente; "O programa é uma ficção ... não é um documentário". Perguntado sobre um debate que ele moderou junto com John Edward Mack, defensor da abdução alienígena, Davis disse que muitas pessoas esperavam que ele  apoiasse Mack, porém descobriram que ele estava "muito no outro lado". Davis lembra ter tido ótimas discussões com Mack; "Ele foi brilhante ... ele estava errado, porém ele foi muito bom ... Um dos problemas da inteligência humana é que somos muito bons em defender ideias que tivemos irracionalmente".

## Filmografia
| Ano        | Título                                       | Papel                                   | Notas                                                                                             |
| ---------- | -------------------------------------------- | --------------------------------------- | ------------------------------------------------------------------------------------------------- |
| 1983       | The Dead Zone                                | Motorista da ambulância                 |                                                                                                   |
| 1984       | Second City Television                       | Homem no telefone                       | "Half Wits Save the World Parade"                                                                 |
| 1985       | The Cuckoo Bird                              | Ted                                     | Filme para TV                                                                                     |
| 1985       | Dead Office                                  | Dean                                    |                                                                                                   |
| 1986       | The Beachcombers                             | Dave Douglas                            | "Trial Balloon"                                                                                   |
| 1987       | Deadly Deception                             | Advogado                                | Filme para TV                                                                                     |
| 1987       | Sworn to Silence                             | Peter Massio                            | Filme para TV                                                                                     |
| 1987       | Airwolf                                      | Oficial da F.I.R.M.                     | "The Key" "Roque Warrior" "Stavograd, Part I" "Stavograd, Part II"                                |
| 1987       | The Little Match Girl                        | Dr. Sam Easton                          | Filme para TV                                                                                     |
| 1988       | Captain Power and the Soldiers of the Future | Arvin                                   | "Judgement"                                                                                       |
| 1988       | Danger Bay                                   | Frank Norris Jack Kane                  | "Racing Against Time" "High Five"                                                                 |
| 1989       | Beyond the Stars                             | Hal Simon                               |                                                                                                   |
| 1989       | Matinee                                      | Heath Harris                            | Filme para TV                                                                                     |
| 1989       | Look Who's Talking                           | Traficante de drogas                    |                                                                                                   |
| 1989       | Wiseguy                                      | Curant Inspetor #2                      | "People Do It All the Time" "The Merchant of Death"                                               |
| 1990       | Anything to Survive                          | Dr. Reynolds                            | Filme para TV                                                                                     |
| 1990       | It                                           | Sr. Gedreau                             | Filme para TV                                                                                     |
| 1991       | 21 Jump Street                               | Juiz Harrison Sr. Weidlin Sr. Wickenton | "Crossfire" "Champagne High" "Mean Streets and Pastel Houses"                                     |
| 1991       | MacGyver                                     | Juiz                                    |                                                                                                   |
| 1991       | Omen IV: The Awakening                       | Advogado                                | Filme para TV não creditado                                                                       |
| 1991       | The Hitman                                   | Dr. Atkins                              |                                                                                                   |
| 1991       | The Commish                                  | Don Chesley                             | "A Matter of Life and Death, Part I" "A Matter of Life and Death, Part II"                        |
| 1992       | Diagnosis: Murder                            | Marvin Parkins                          |                                                                                                   |
| 1992       | Street Justice                               | Badgely                                 | "Homecoming"                                                                                      |
| 1992       | Nightmare Cafe                               | Doutor                                  | "Sanctuary for a Child"                                                                           |
| 1993       | North of 60                                  | Inspetor Neilsen                        | "Out of the Blue"                                                                                 |
| 1993– 2002 | The X-Files                                  | O Homem Fumante                         | 40 episódios                                                                                      |
| 1994       | Heart of a Child                             | Vern                                    | Filme para TV                                                                                     |
| 1994       | Auggie Rose                                  | Capitão Dick Roth                       | Filme para TV                                                                                     |
| 1994       | Don't Talk to Strangers                      | Huddleston                              | Filme para TV                                                                                     |
| 1995       | Dangerous Intentions                         | Líder do Grupo                          |                                                                                                   |
| 1995       | Not Our Son                                  | Chefe de Polícia                        | Filme para TV não creditado                                                                       |
| 1995       | Circumstances Unknown                        | Gene Reuschel                           | Filme para TV                                                                                     |
| 1995       | Sliders                                      | Professor Myman                         | "Eggheads"                                                                                        |
| 1995       | Courting Justice                             | Dr. Alexander                           | Filme para TV                                                                                     |
| 1996       | Unforgettable                                | Dr. Smoot                               |                                                                                                   |
| 1996       | Poltergeist: The Legacy                      | Dr. Bill Nigel                          | "Do Not Go Gently"                                                                                |
| 1996       | The Limbic Legion                            | Professor                               | Filme para TV                                                                                     |
| 1998       | The X-Files Game                             | O Homem Fumante                         | Jogo eletrônico                                                                                   |
| 1998       | The Last Tzaddik                             | Sr. Drazien                             | Curta-metragem                                                                                    |
| 1998       | The X-Files                                  | O Homem Fumante                         |                                                                                                   |
| 1998       | Voyage of Terror                             | Dr. Norman Ellisy                       | Filme para TV                                                                                     |
| 1999       | Mentors                                      | Arthur Conan Doyle                      | "The Truth Is in Here"                                                                            |
| 1999       | Murder Most Likely                           | Detetive                                | Filme para TV                                                                                     |
| 2000       | Perpetrators of the Crime                    | Henderson                               |                                                                                                   |
| 2000       | Killing Moon                                 | Ed                                      | Filme para TV                                                                                     |
| 2000       | Becoming Dick                                | Dr. Hardwin                             | Filme para TV                                                                                     |
| 2000       | The Fearing Mind                             | Michell Cofax                           | "Gentleman Caller"                                                                                |
| 2001       | The Proposal                                 | Frank Gruning                           |                                                                                                   |
| 2001       | First Wave                                   | Sagon                                   | "Checkmate"                                                                                       |
| 2001       | Out of Line                                  | Russell                                 |                                                                                                   |
| 2001       | Mindstorm                                    | Parish                                  |                                                                                                   |
| 2001       | The Outer Limits                             | Dr. Biemler Ed John Wyrner              | "Worlds Within" "Out of Body" "The Conversation"                                                  |
| 2001       | Jay and Silent Bob Strike Back               | O Homem Fumante                         | não creditado                                                                                     |
| 2001       | Andhrax                                      | Tye Cow                                 |                                                                                                   |
| 2001       | Mythquest                                    | Sumo Sacerdote                          | "The Oracle"                                                                                      |
| 2001       | Andromeda                                    | Professor Logitch                       | "Pitiless as the Sun"                                                                             |
| 2002       | Polished                                     | Phillip                                 | Curta-metragem                                                                                    |
| 2002       | Afermath                                     | Diretor Edwards                         |                                                                                                   |
| 2002       | Damaged Care                                 | Dr. Sam Verbush                         | Filme para TV                                                                                     |
| 2002       | Body & Soul                                  | Dr. Edward A. Esseff                    |                                                                                                   |
| 2002       | The Thing                                    | Coronel Whitely                         | Jogo eletrônico                                                                                   |
| 2002       | Saint Sinner                                 | Padre Michael                           | Filme para TV                                                                                     |
| 2002       | 100 Days in the Jungle                       |                                         | Filme para TV                                                                                     |
| 2003       | Broken Saints                                | Benjamin Palmer                         | voz                                                                                               |
| 2003       | Arbor Vitae                                  | Velha Alma                              | Curta-metragem                                                                                    |
| 2003       | Smallville                                   | Major William Tate                      | "Relic" "Ryan"                                                                                    |
| 2003       | Word of Honor                                | Lewis Kaplan                            | Filme para TV                                                                                     |
| 2004       | Snakehead Terror                             | Doutor Jenkins                          | Filme para TV                                                                                     |
| 2004       | Kingdom Hospital                             | Dean Swinton                            | "The Young and the Headless"                                                                      |
| 2004       | The Cradle Will Fall                         | Alex Myerson                            | Filme para TV                                                                                     |
| 2004       | Lyon King                                    | Ministro das Finanças                   | Curta-metragem                                                                                    |
| 2004       | Murdoch Mysteries                            | Godfrey Shepcote                        | "Expect the Dying"                                                                                |
| 2004       | Packing Up                                   | Jenkins                                 | Curta-metragem                                                                                    |
| 2004       | The X-Files: Resist or Serve                 | O Homem Fumante                         | Jogo eletrônico                                                                                   |
| 2005       | The Cost of Living                           | Mark Mortinson                          | Curta-metragem                                                                                    |
| 2005       | The Last Round                               | Mitchell                                |                                                                                                   |
| 2005       | Tilt                                         | Padre Mike                              | "Nobody Ever Listens"                                                                             |
| 2005       | Max Rules                                    | Rick Brinkley                           |                                                                                                   |
| 2005       | Robson Arms                                  | Dr. Carlisle Wainwright                 | "Afterschock" "The Recipe" "Educating Alicia" "The Lonely Passion of Mr. Tan" "A Material Breach" |
| 2005       | Dark Pines                                   | Shannon Fraser                          | Documentário para TV                                                                              |
| 2005       | Stargate SG-1                                | Damaris Ori Prior Damaris               | "The Fouth Horseman" "Babylon"                                                                    |
| 2006       | Supernatural                                 | Professor                               | "Scarecrow"                                                                                       |
| 2006       | The Janitors                                 | Harvey                                  | Curta-metragem                                                                                    |
| 2006       | Dark Storm                                   | General Killion                         | Filme para TV                                                                                     |
| 2006       | Her Fatal Flaw                               | Richard O'Brien                         | Filme para TV                                                                                     |
| 2006       | Sisters                                      | Dr. Bryant                              |                                                                                                   |
| 2006       | The Secret of Hidden Lane                    | Juiz Landers                            | Filme para TV                                                                                     |
| 2006       | Canadian Comedy Shorts                       | Ministro das Finanças                   | "Episode #10.9"                                                                                   |
| 2007       | The Messengers                               | Colby Price                             |                                                                                                   |
| 2007       | Judicial Indiscretion                        | Senador Garland Wolf                    | Filme para TV                                                                                     |
| 2007       | Numb                                         | Peter Milbank                           |                                                                                                   |
| 2007       | Masters of Science Fiction                   | O Presidente                            | "The Awakening"                                                                                   |
| 2008       | The Femme Fatale                             | Sam                                     | Curta-metragem                                                                                    |
| 2008       | Fear Itself                                  | Padre Chris                             | "In Sickness and in Health"                                                                       |
| 2008       | A Pickle                                     | Mack                                    | Curta-metragem                                                                                    |
| 2008       | Passengers                                   | Jack                                    |                                                                                                   |
| 2008       | Reverse                                      | Chris                                   | Curta-metragem                                                                                    |
| 2009       | Possession                                   | Dr. Creane                              |                                                                                                   |
| 2009       | Something Evil Comes                         | Sr. Dutton                              | Filme para TV                                                                                     |
| 2009       | The Shortcut                                 | Benjamin Hartley                        |                                                                                                   |
| 2009       | Caprica                                      | Ministro Chambers                       | "Pilot"                                                                                           |
| 2009       | The Thaw                                     | Ted                                     |                                                                                                   |
| 2009       | Damage                                       | Veltz                                   |                                                                                                   |
| 2009       | Web of Desire                                | Dr. Charles Friedman                    | Filme para TV                                                                                     |
| 2010       | Blob                                         | O Chefe                                 | Curta-metragem                                                                                    |
| 2010       | Human Target                                 | Whitey Doyle                            | "Run"                                                                                             |
| 2010       | Medium Raw: Night of the Wolf                | Dr. Robert Parker                       | Filme para TV                                                                                     |
| 2010       | Flowers for Norma                            | Senhor #2                               | Curta-metragem                                                                                    |
| 2010       | Amazon Falls                                 | Calvin                                  |                                                                                                   |
| 2011       | Goose on the Loose                           | Alphonse David                          |                                                                                                   |
| 2011       | Behemoth                                     | William Walsh                           | Filme para TV                                                                                     |
| 2012       | The Tall Man                                 | Xerife Chestnut                         |                                                                                                   |
| 2012       | Continuum                                    | Alec Sadler (2077)                      |                                                                                                   |
| 2018       | Bad Times at the El Royale                   | Juiz Gordon Hoffman                     |                                                                                                   |